# Лондонський прайд
ЛГБТК+ прайд-парад Лондону — щорічний гей-прайд, який проводиться в Лондоні, столиці Сполученого Королівства.
Прайд відзначає різноманітність ЛГБТК-спільнот (лесбійок, геїв, бісексуалів, трансгендерів, квір) за допомогою яскравого параду Pride in London, а також безкоштовних святкових заходів, які відбуваються на Трафальгарській площі. Подія об'єднує тисячі людей різної статі, національності, статевої приналежності, а також багато людей різних рас.

Це один з найтриваліших в країні парадів який приваблює приблизно 1,5 мільйона відвідувачів-туристів у місто. Події та місце проведення фестивалю в Лондоні змінюються щороку, проте Парад гордості є єдиною щорічною подією, яка закриває культову лондонську Оксфорд-стріт. Гей-парад 2015 року на вулицях Лондона зібрав 1 мільйон людей, що робить його 7-м за величиною гей-подією у світі та найбільшим гей-прайдом, який коли-небудь проводився у Великобританії, а прайд 2019 року привернув понад 1,5 мільйона людей, що робить його найбільшим прайдом у Великій Британії.

## Історія

Прайд-парад на Кокспер-стріт, 1974

Прайд був організований декількома організаціями з моменту першого офіційного британського гей-прайду, який відбувся в Лондоні 1 липня 1972 року (була вибрана найближча субота до річниці заворушень у Стоунволлі 1969 року) з приблизно 2000 учасників. Перші марші відбулися в листопаді 1970 року, коли 150 чоловік пройшли через Хайбері-Філдс у Північному Лондоні.
У 1981 році щорічний марш і прайд не проводилися в Лондоні, замість нього, учасники вирушили в Хаддерсфілд як акт солідарності з гей-спільнотою Йоркширу, яка стверджувала, що поліція Західного Йоркширу переслідувала їх, неодноразово влаштовуючи рейди в Gemini Club, провідному нічному клубі в Північній Англії того часу.
У 1985 році представники шахтарських профспілок приєдналися до маршів групи «Лесбійки та геї підтримують шахтарів» (LGSM). Це було визнанням підтримки, наданої страйкуючим шахтарам з боку LGSM.
Обурення щодо розділу 28 «Статті закону про місцеве самоуправління Великої Британії» від 1988 року призвела до збільшення кількості учасників маршу на знак протесту.
З 1983 року марш називався «Прайд лесбійок і геїв» (англ. Lesbian and Gay Pride), а до 1990-х років він став більше карнавальним заходом із массовими зібраннями в парках та ярмаркою після маршів. У 1996 році, за результатами голосування членів Pride Trust, подія була перейменована в «Прайд лесбійок, геїв, бісексуалів та трансгендерів» (англ. Lesbian, Gay, Bisexual and Transgender Pride) і стала найбільшим безкоштовним музичним фестивалем у Європі.
В 1992 році Лондон був обраний для проведення першого Європрайду з відвідуваністю понад 100 000 осіб; У 2006 році Лондон знову провів Європрайд з приблизно 600 000 учасників.
У 1998 році Pride Trust став неплатоспроможним, і того року не було організовано жодного заходу, дехто вважав, що рішення зробити подію лише за квитками відіграло роль у тому, що захід не відбувся.
Протягом наступних кількох років інша комерційна організація керувала прайдами, які вона називала «Лондонським Марді Гра» (англ. London Mardi Gras), перш ніж вона не змогла сплатила рахунки за користування Гайд-парком саме тому не мала права проводити будь які заходи там до сплати боргу.
«Pride London» був утворений у 2004 році, відтоді політичний мітинг на Трафальгарській площі проводиться відразу після прайду, а нещодавно Pride London організував кілька інших заходів у центрі Лондона в День гордості, включаючи музичний фестиваль Big Gay Out у Фінсбері-парку в 2004 році, а в 2006 році — «Drag Idol» на Лестер-сквер, жіноча сцена в Сохо і вечірка на Сохо-сквер.
У 2004 році Лондонському прайду бкло присвоєно статус благодійної організації.
2012 року було проведено WorldPride, за деякими джерелами це мала бути остання подія, організаторами якої були Pride London.
Наприкінці 2012 року група людей із ЛГБТК-спільноти створила London LGBT+ Community Pride, зареєстровану компанію, яка представляє інтереси громади, компанія організувала фестиваль і провела парад Pride in London у 2013 році. Організація отримала контракт проведення  Прайдів у Лондоні на п’ять років від Адміністрації Управління Великого Лондона разом із фінансуванням у розмірі £500 000 протягом п’яти років.
Перша Міжнародна конференція асексуалів відбулася на World Pride 2012 у Лондоні.

## Маштабні події

### 2013 – Любов (і шлюб)
Після тендерного процесу, організованого мером Лондона в жовтні 2012 року, нещодавно створена лондонська LGBT+ Community Pride отримала п’ятирічний контракт і грант на суму 650 000 фунтів стерлінгів у січні для проведення щорічних свят прайду в Лондоні. Парад проходив від Бейкер-стріт до Вайтхолла через Трафальгарську площу. У рамках параду пройшли близько 150 груп. Тема «Любов (і шлюб)» була обрана для того, щоб депутати розглянули законопроєкт про рівноправні шлюби.

### 2014 – #FreedomTo
Тиждень прайду у 2014 році проходив з 22 по 29 червня. Подія відбулася протягом кількох місяців після реалізації закону про одностатеві шлюби (одностатеві пари). Тема #FreedomTo була розроблена, щоб бути відкритим для висловлювання своєї думки та реалізувати багато можливостей, від «свободи одружитися» до «свободи бути на футбольному полі для геїв-футболістів». Соціальна мережа, де людей просили повідомити, що для них означає #FreedomTo, використовуючи своє зображення зі своїм повідомленням, стала частиною першої рекламної кампанії Pride in London. Знаменитості та члени ЛГБТ+-спільноти також були показані в рекламних оголошеннях у лондонському метро та автобусах.

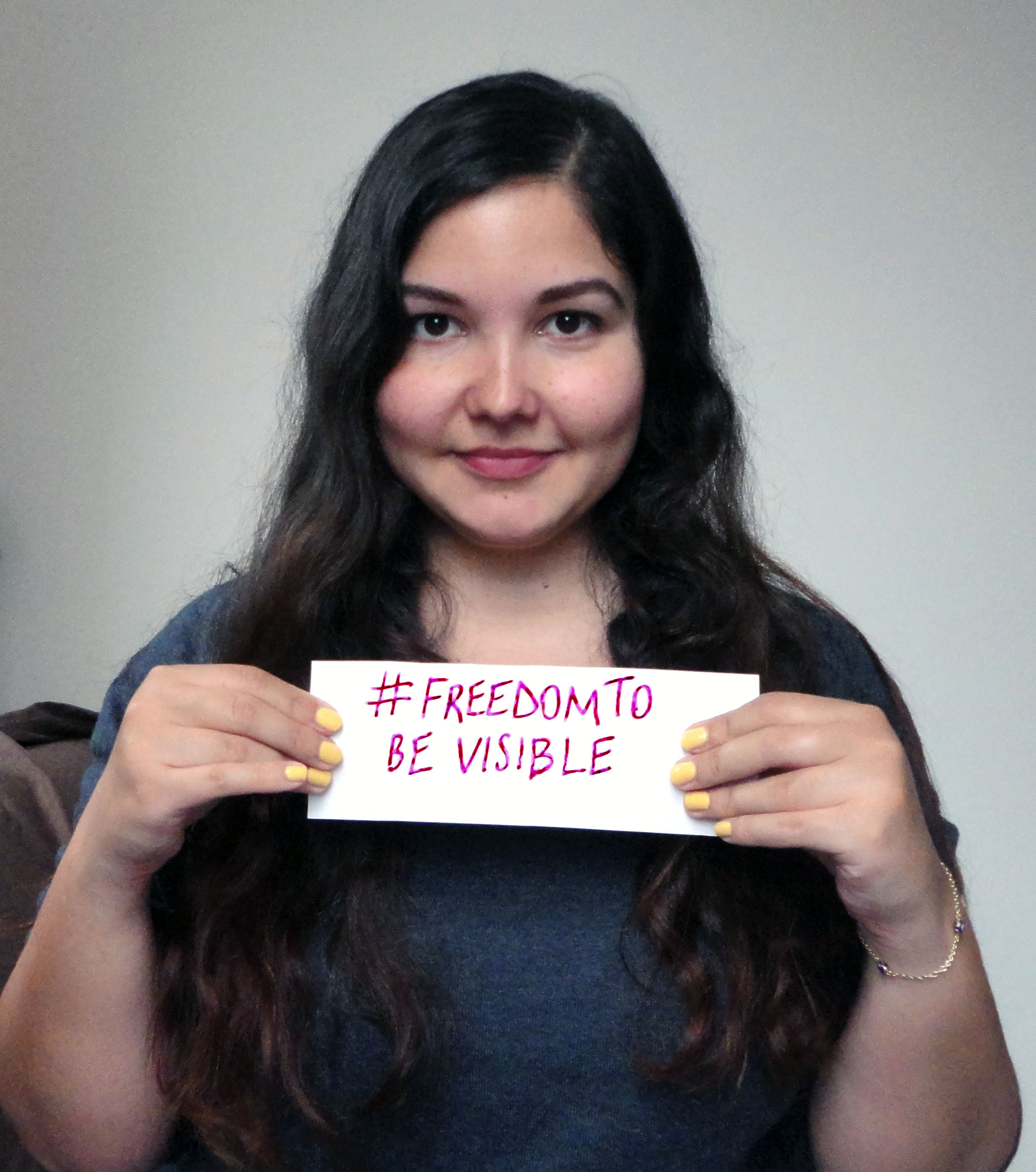
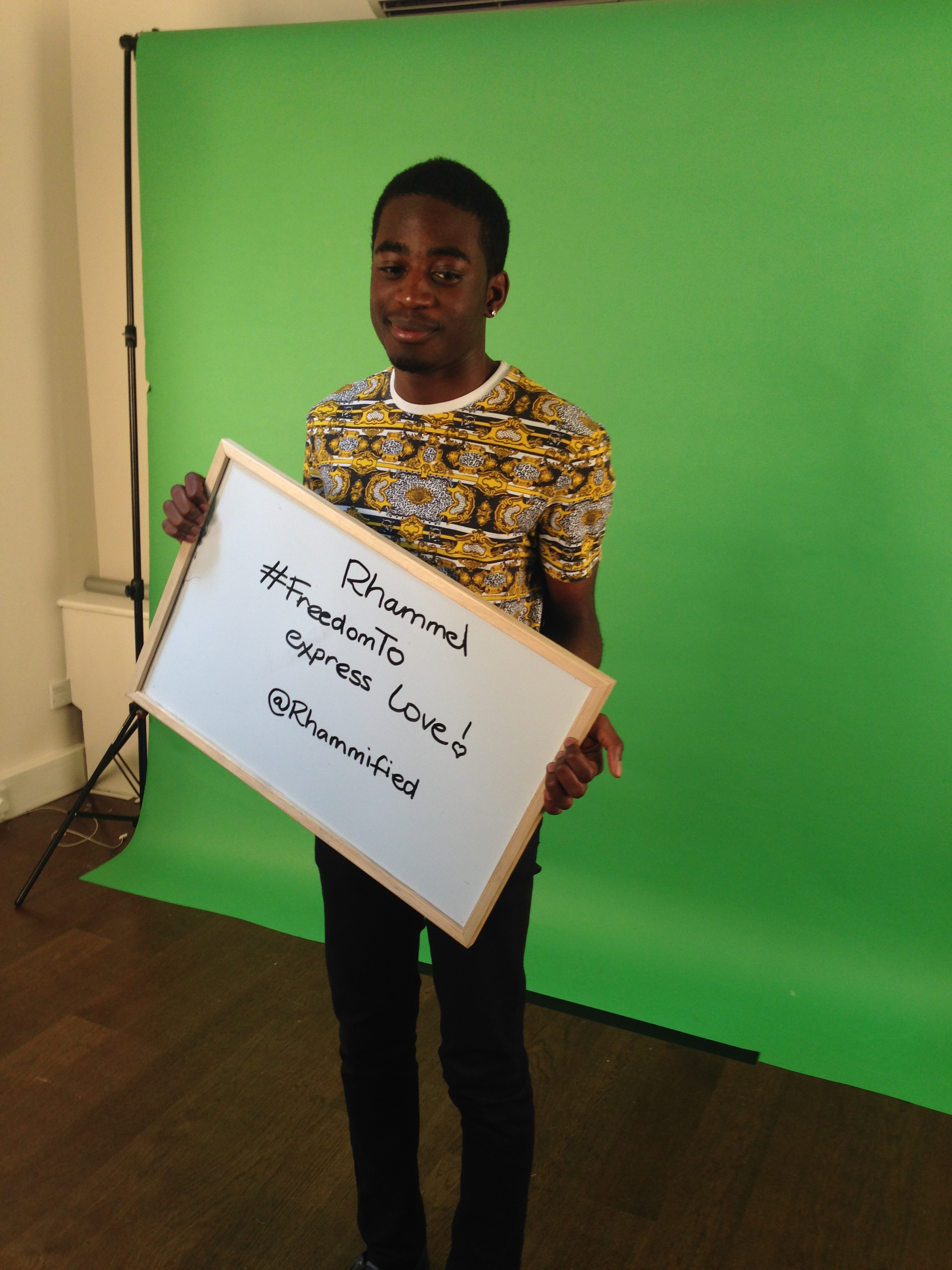
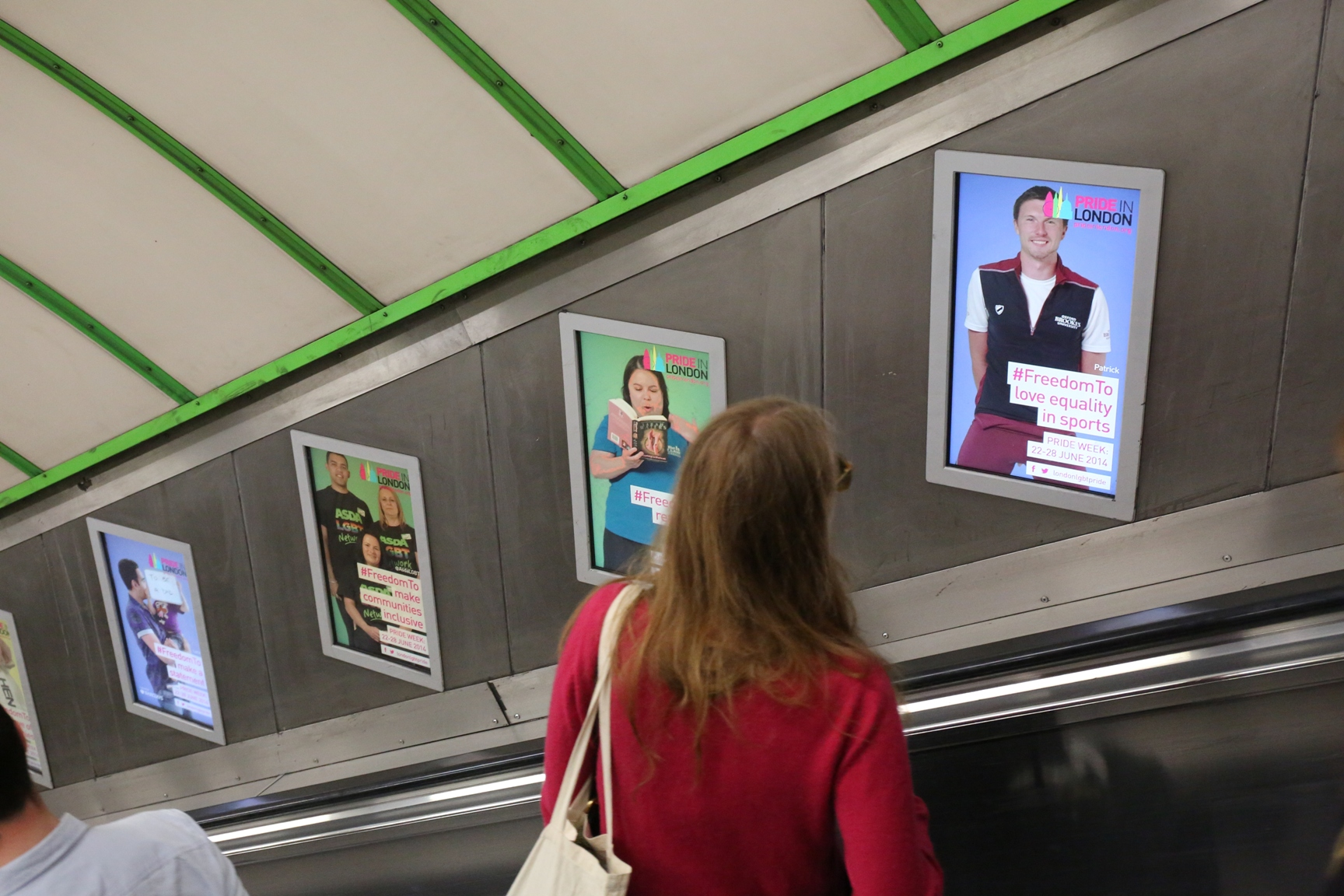
Кампанія #FreedomTo на рекламних банерах в лондонському метро
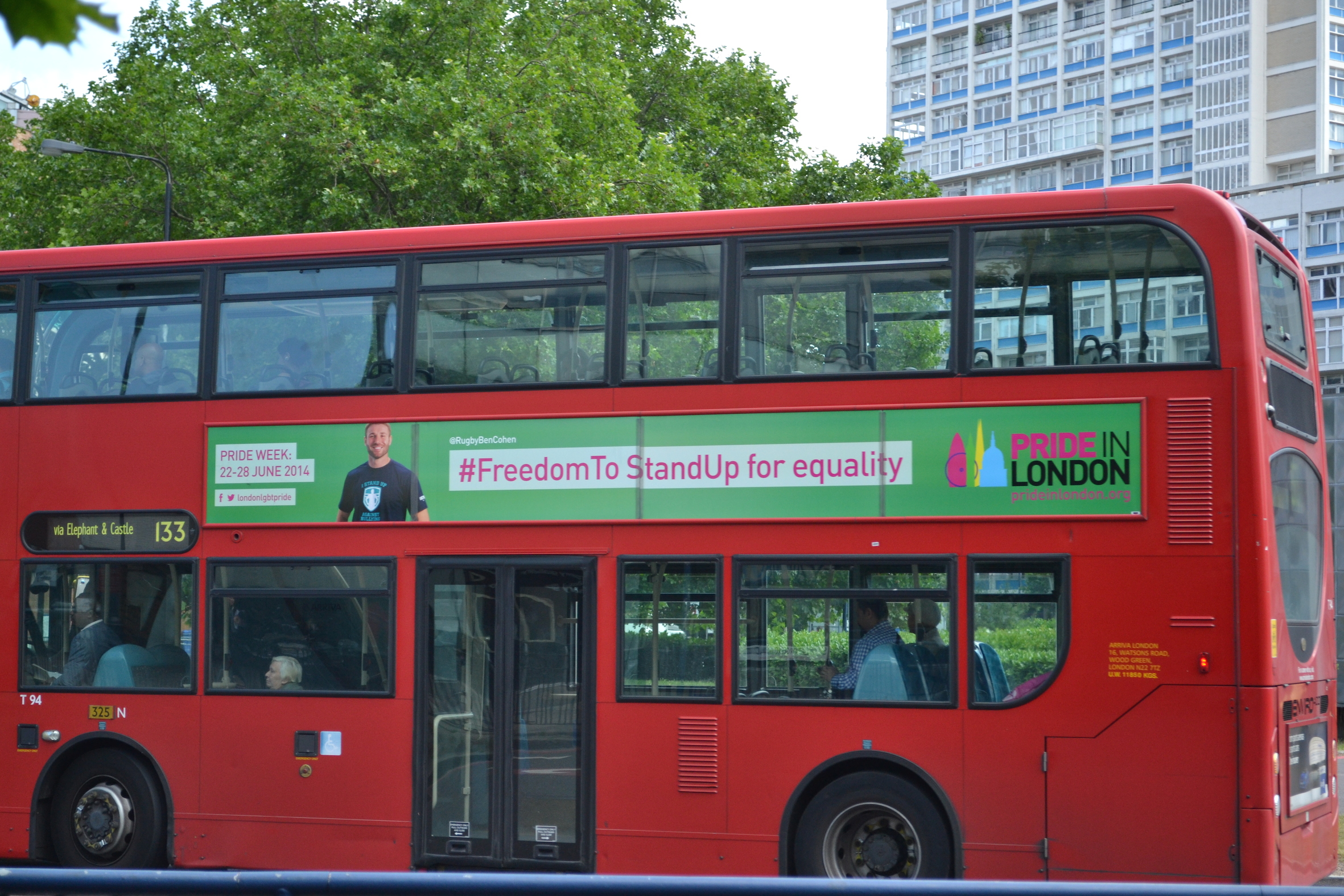
Кампанія #FreedomTo На лондонських автобусах

### 2015 – #PrideHeroes
У 2015 році святкування тривали з 21 по 28 червня, а парад відбувся 27 числа; наступного дня після того, як одностатеві шлюби були легалізовані по всій країні в Сполучених Штатах. Тема «Герої Прайду» була використана для відзначення ЛГБТ-діячів того часу та протягом всієї історії, включаючи вченого-математика Алана Тюрінга] та гей-спортивний клуб The King's Cross Steelers.
Виникли суперечки щодо рішення, прийнятого Pride in London, заборонити членам Партії  незалежності Сполученого Королівства (UKIP) присутність на параді. Pride in London прокоментував: "Це рішення було прийнято після ретельних консультацій, щоб захистити учасників і забезпечити необхідні міри захисту та порядку, воно не було прийнято на політичній основі". Незважаючи на заборону, прихильники UKIP приєдналися до параду з транспарантом "Деякі геї - це UKIP, прийміть це!", що є посиланням на кампанію Stonewall "Прийми це".

### 2016— #NoFilter
У 2016 році фестиваль тривав більше двох тижнів, з 10 по 26 червня, сам парад відбувся 25 червня. У 2016 році маршрут параду змінився, починаючи з Портленд-Плейс, та прямував вниз через Риджент-стріт, Оксфорд-серкус, Ватерлоо-Плейс, Трафальгарську площу, а закінчувався на вулиці Вайтголл. Очікувалося, що участь візьме близько одного мільйона людей, але парад складався з майже 300 груп.
Під час прайду встановили посилені заходи безпеки, оскільки на початку місяця сталася стрілянина у нічному клубі в Орландо. Після нападу на Pride in London повідомили про сплеск підтримки та сказали: «Це буде святкування і дань пам'яті. Так багато людей зібралися, щоб сказати, що хочуть показати свою підтримку після подій в Орландо». Також перед початком Прайду, було проведено хвилину мовчання.

### 2017 – #LoveHappensHere

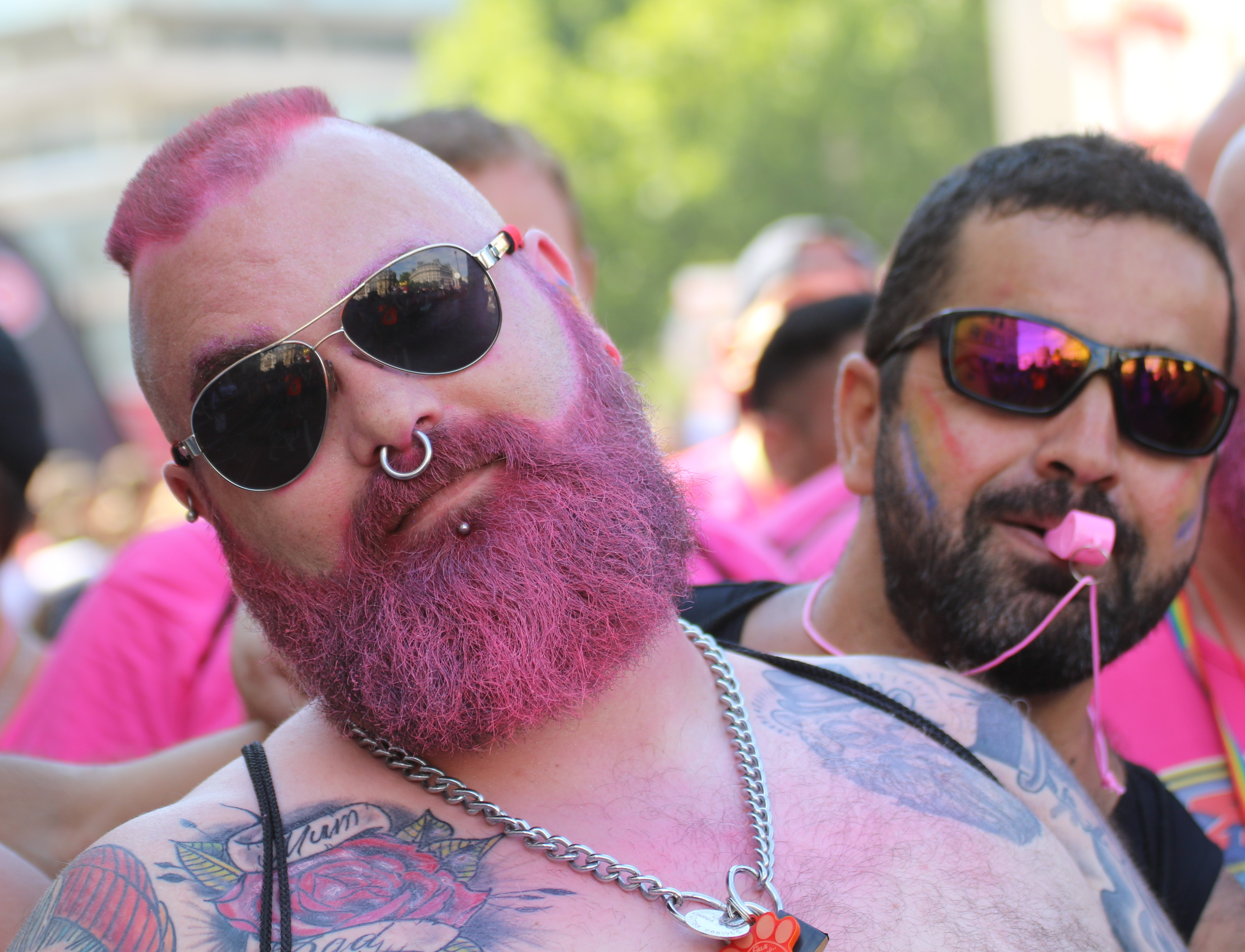
Лондонський прайд 2017

У 2017 році Лондонському прайду виповнилося 45 років. Парад відбувся 8 липня, на марші було понад 26 000 учасників і близько 300 груп. Після терактів на Лондонському мосту парад розпочали співробітники екстренних служб. Прайд компанія #LoveHappensHere складалася з двох частин: перша привертала увагу до історій злочинів на ґрунті ненависті до ЛГБТ+ людей, а друга зосереджена на позитивних відносинах ЛГБТ+ і подіях у Лондоні (що демонструє фраза " Тут буває любов"). 

Після подій 2017 року консультативна рада спільноти Pride in London опублікувала звіт, в якому різко розкритикувала організацію, за брак уваги до бісексуальної та трансгендерної частини спільноти, а також за розрив спілкування з UK Black Pride. Pride in London у відповідь на звіт у прес-релізі, висловили стурбованість точністю та збалансованістю звіту.

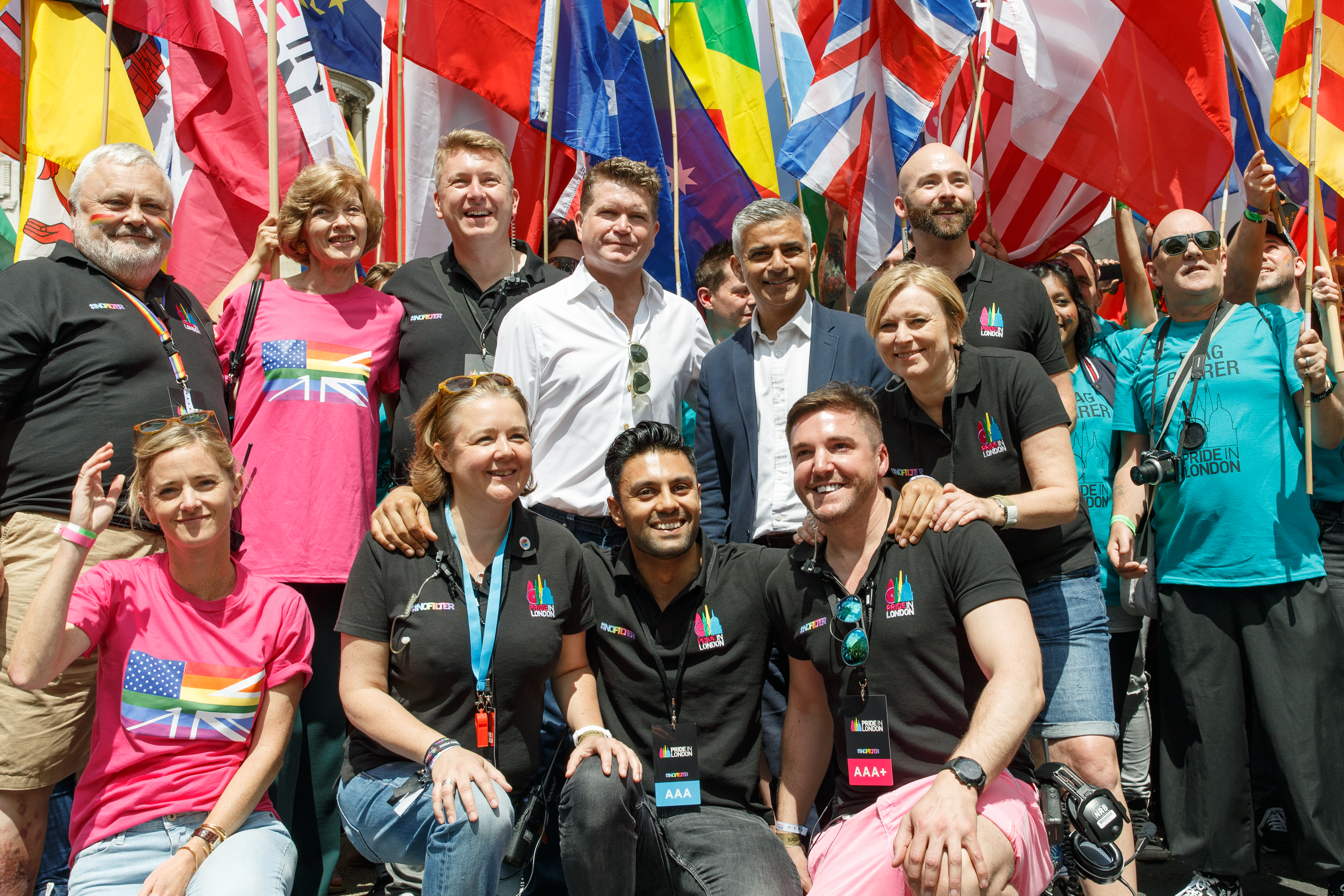
Колишній посол Сполучених Штатів Метью Барзун і мер Лондона Садік Аман Хан на Прайді в Лондоні, червень 2016 р.

### 2018 – #PrideMatters
В 2018 році фестиваль Pride in London проходив з 9 червня по 7 липня. Сам прайд відбувся 7 липня в якому брали участь близько 30 000 учасників, 500 груп і понад 1 мільйона спостерігачів. У рамках заходу було проведено 4 сцени на Трафальгарській площі, Лестер-сквер та Сохо. Тема #PrideMatters була названа в честь дослідження, проведеного Pride in London разом із YouGov та загальнонаціональними консультаціями. Тема розкривала дискримінацію, з якою ЛГБТ+-спільнота продовжує стикатися щодня, включаючи злочини на ґрунті ненависті та вимогу продовження громадського руху на підтримку прав і рівності ЛГБТ.

#### Скандал з протестом проти трансгендерів
Під час Pride London 2018 року вісім анти-транс активістів, які несли банери, з гаслами «трансактивізм стирає лесбійок» (англ. "transactivism erases lesbians") без дозволу очоливши демонстрацію. Їх швидко розкритикували численні ЛГБТ+ організації. Також шквал критики посипався безпосередньо на Pride London за те, що вони не вжили заходів, щоб усунути транс-ексклюзивних активістів з маршу.

### 2019 – #PrideJubilee
Прайд відбувся 6 липня. Після скандалу з трансгендерами у 2018 році, заходи безпеки були посилені. Того ж року була проведена церемонія до 50-річчя заворушень у Стоунволлі. 
Офіційною піснею London Pride 2019 була Dance Like Nobody's watching, яку виконала фінська співачка Саара Аалто.

### 2020
Прайд 2020 року був запланований на 27 червня. У березні його було перенесено без оголошення нової дати через пандемію COVID-19. Проте активісти за права геїв з Clapham влаштували власне зібрання на Clapham Common, щоб відсвяткувати Прайд. Це зібрання перетворилося на маштабну вечірку, яку BBC News назвала незаконним рейвом і була розігнана поліцією об 23:00.

### 2021
26 лютого 2021 року було оголошено, що прайд пройде на вихідних 11 вересня 2021 року. У серпні 2021 року захід повністю скасували через COVID-19, заявивши, що остаточна оцінка ризиків не дозволить провести парад..

## Лондонська ЛГБТ+ Ком'юніті
Лондонська ком'юніті була створена у серпні 2012 року, як компанія яка займається інтересами громадян та допомагає у проведені прайдів. Компанія була заснована таким чином, щоб будь-який надлишок можна було реінвестувати в події Pride in London або розподілити як гранти між групами ЛГБТ+. Нинішній голова - Крістофер Джоель-Дешілдс, до ради директорів входять Ден О'Горман, Саймон Джонс, Шенді Кешет і Асад Шейх.
Також організація має Консультативну раду громади, яка була створена як дорадчий та контрольний орган, щоб допомогти виконати її зобов’язання щодо відкритості та прозорості, консультувати з питань інклюзивності та виступати джерелом вказівок щодо управління та операційної діяльності.

#### Волонтерство
У Спільноти також є понад 200 основних волонтерів, які протягом року працюють над організацією Прайду. У 2019 році Pride in London найняв понад 1000 волонтерів для роботи, що в рази більше аналогічного прайду 28 червня 2014 року.

#### Спонсори
Головним спонсором Pride in London у 2019 році була Tesco. Серед інших спонсорів були Barclays Bank, ASDA, CitiBank, Prudential і SAB Miller. Захід також підтримує мер Лондона.
DIVA Magazine є давнім спонсором жіночої сцени на Лестер-сквер.

#### Патрони Лондонського прайду
У Pride in London є кілька відомих покровителів, зокрема:
- Елтон Джон
- Девід Ферніш
- Мартіна Навратілова
- Ієн Маккеллен
- Еллен Дедженерес
- Нікола Адамс
- Лаверн Кокс

Інші відомі особистості що підтримували організацію в минулому:
- Лорд Алі
- Джордж Майкл
- Кріс Сміт, барон Сміт з Фінсбері
- Стівен Фрай
- Рона Кемерон
- Майкл Кешман
- Пітер Тетчелл
- Вейн Сліп

#### Скандали
У 2018 році Прайд очолювала організація, яка проти транс-персон, вона силою прорвалася на прайд. ЛГБТК+ ком'юніті засудило такі дії. Організація продовжувала залишати Мартіну Навратілову як патрона організації, навіть після того, як та висловилася негативно з приводу виступання трансгендерних персон у спорті, назвавши цей крок «божевільним і шахрайським».
Протягом березня 2021 року найстарший волонтер, директор із комунікацій, пішов у відставку через те, що останній нехтував правами «чорних та інших рас ЛГБТ+ спільноти протягом багатьох років». 18 березня 2021 року вся Консультативна рада спільноти Pride in London (CAB) пішла у відставку, через процвітання культури булінгу, так і вороже середовище для кольорових людей. Протягом 2021 року спонсори відмовилися від заходу через цю суперечку.
У жовтні 2021 року чотирнадцять провідних членів спільноти написали відкритого листа до мера Лондона, який раніше назвав організацію «безладом» і потребувала «перезавантаження та оновлення». У листі просили втрутитися в проведення заходу, включаючи розслідування знущань над волонтерами, та попросили директорів зробити доступним реєстр інтересів та полегшити співпрацю організації з громадою.

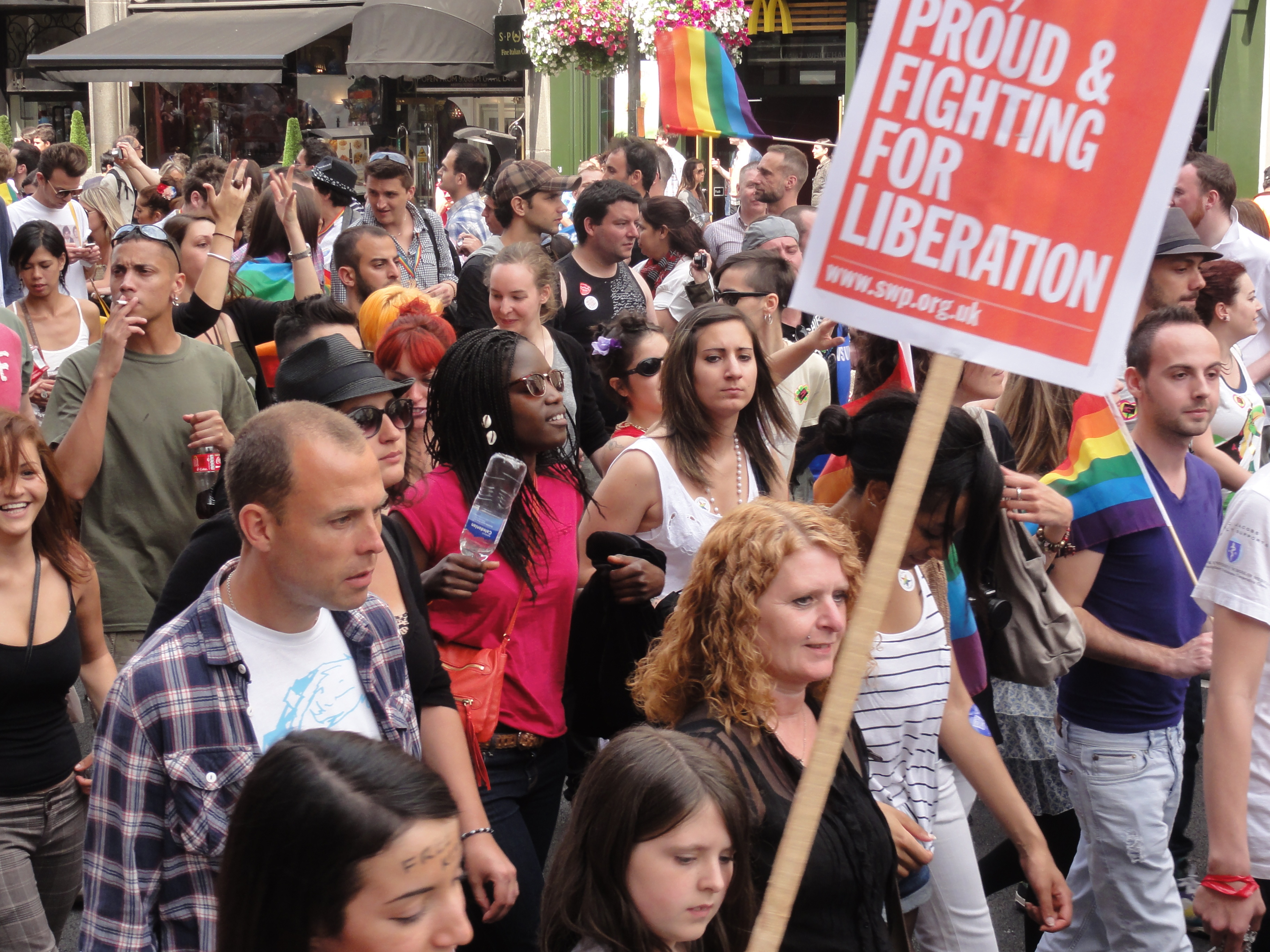
На Pride London 2011 учасник маршу з плакатом Соціалістичної робочої партії

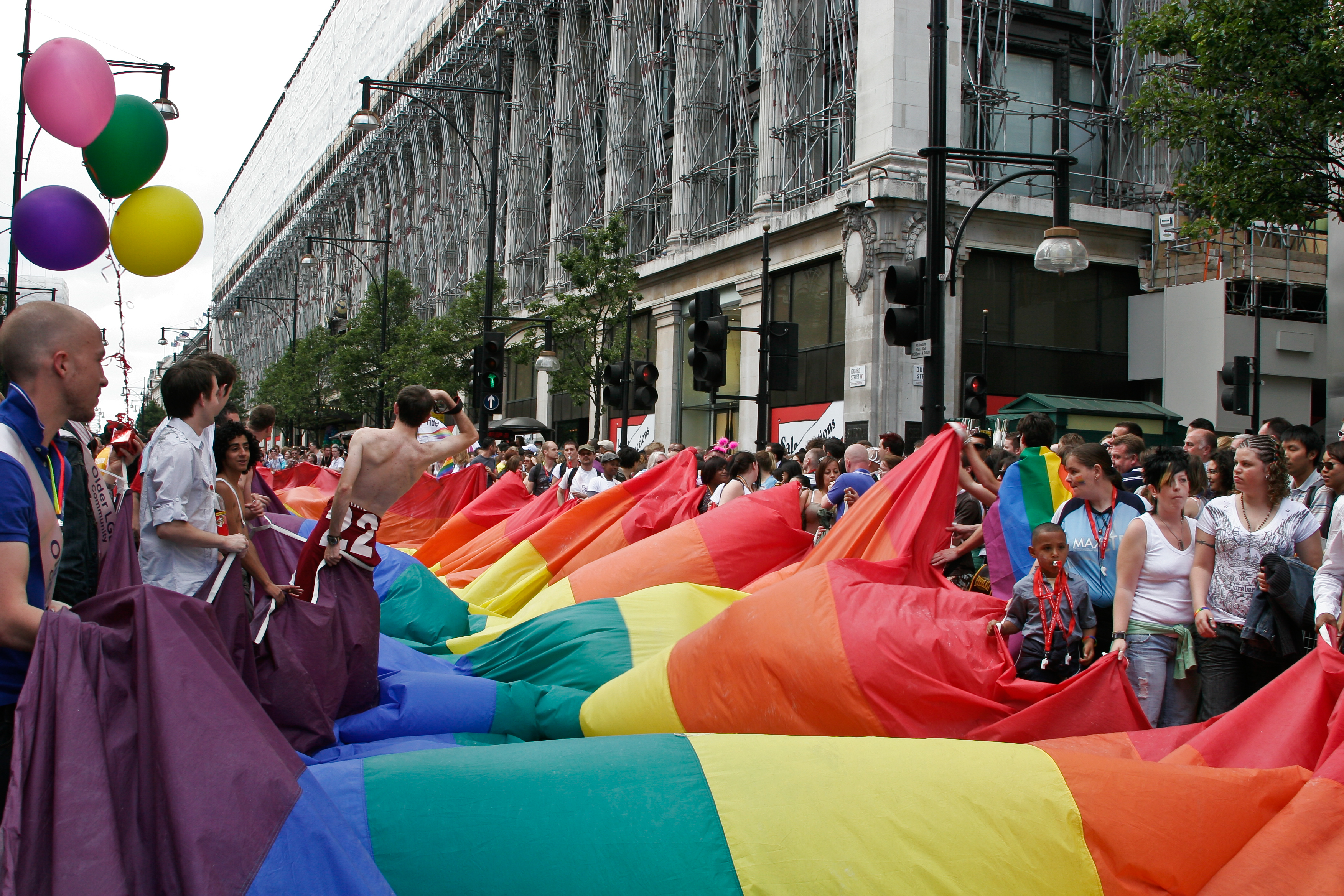
Pride London, березень 2008, розгортання 100 метрового прапору

## Нагороди та номінації
| Рік  | Асоціація                         | Категорія                  | Номінація       | Результат |
| ---- | --------------------------------- | -------------------------- | --------------- | --------- |
| 2017 | Нагорода «Різноманітність у ЗМІ». | Маркетингова кампанія року | Тут буває любов | Номінація |